# Balnot-la-Grange
Balnot-la-Grange település Franciaországban, Aube megyében. Lakosainak száma 112 fő (2022. január 1.). Balnot-la-Grange Bagneux-la-Fosse, Bragelogne-Beauvoir, Chesley, Étourvy, Maisons-lès-Chaource, Pargues, Villiers-le-Bois és Arthonnay községekkel határos.

## Népesség
A település népességének változása:
| Lakosok száma | 224  | 181  | 184  | 155  | 125  | 123  | 120  | 120  | 117  | 112  |
|               | 1968 | 1982 | 1990 | 2006 | 2013 | 2015 | 2017 | 2019 | 2020 | 2022 |